# Camino Español
El Camino Español o Camino de los Españoles, también Camino de los Tercios Españoles o Corredor Sardo, fue una ruta terrestre creada en el reinado de Felipe II para conseguir llevar dinero y tropas españolas a la guerra en los Países Bajos.
La ruta marítima se había vuelto muy difícil debido a la caída de gran parte de la costa de los Países Bajos en manos de los rebeldes y a la enemistad de Inglaterra y Francia, que dominaban el canal de la Mancha. Por ello, el monarca español tuvo que buscar una ruta alternativa por tierra. Así, se abrió un corredor militar desde Milán hasta Bruselas, pasando por territorios seguros que, o bien estaban bajo su poder, o bien bajo su influencia y que nominalmente pertenecían al Sacro Imperio o al Reino de Francia.
La ruta fue utilizada por primera vez en 1567 por el III duque de Alba de Tormes, Fernando Álvarez de Toledo y Pimentel, en su viaje a los Países Bajos Españoles, y el último ejército español en circular por él lo hizo en 1633, comandado por Fernando de Austria, que consiguió al año siguiente la victoria en la batalla de Nördlingen. La ruta principal comenzaba en el Milanesado, después de cruzar los Alpes por el Paso del Mont Cenis, Ducado de Saboya (actual departamento de Saboya), pasaban el Franco Condado, Lorena, Luxemburgo, el Obispado de Lieja y el Ducado de Brabante hasta llegar a Bruselas.
Una segunda ruta comenzó a usarse después de 1622 a causa de la alianza del duque de Saboya con Francia. Esta ruta partía de Milán y pasaba por los valles suizos de Engadina y Valtelina hasta el Tirol. De ahí bordeaba el sur de Alemania, cruzaba el río Rin en Alsacia y llegaba a los Países Bajos por Lorena.

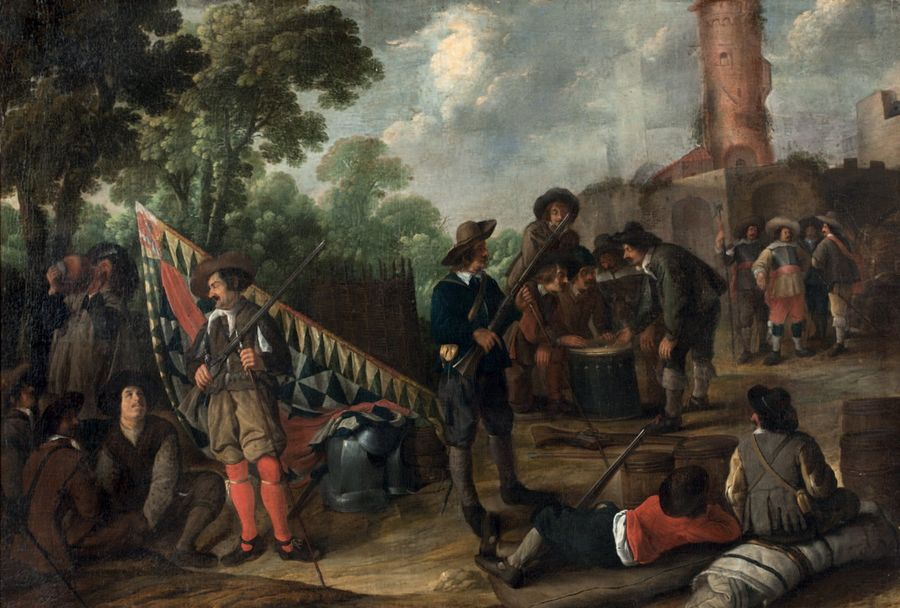
Campamento militar de los tercios españoles, en una obra de Cornelis de Wael.

La mayor parte del Ejército de Flandes se desplazó por el Camino Español, realizando una hazaña logística asombrosa para su tiempo.
Un buque de transporte ligero de la Armada española, al servicio del Ejército de Tierra (numeral A-05), llevó el nombre de El Camino Español hasta que fue dado de baja en 2019.
La ciudad belga de Arlon tiene una calle en las afueras, antigua carretera rural, que lleva el nombre "Chemin des Espagnols" por ser la carretera usada por el Ejército de Flandes en el Camino Español.

## Antecedentes
Al suceder Felipe II al emperador Carlos V en 1556, los Países Bajos pasaron a depender de un monarca extranjero y quedaron sumisos a la política española. Las necesidades económicas de la monarquía llevaron a una subida de los impuestos que generó un malestar entre los nobles calvinistas. Desoídas las pretensiones de la nobleza local, comenzó en 1566 una rebelión contra la gobernadora Margarita de Parma (hija natural de Carlos V). 

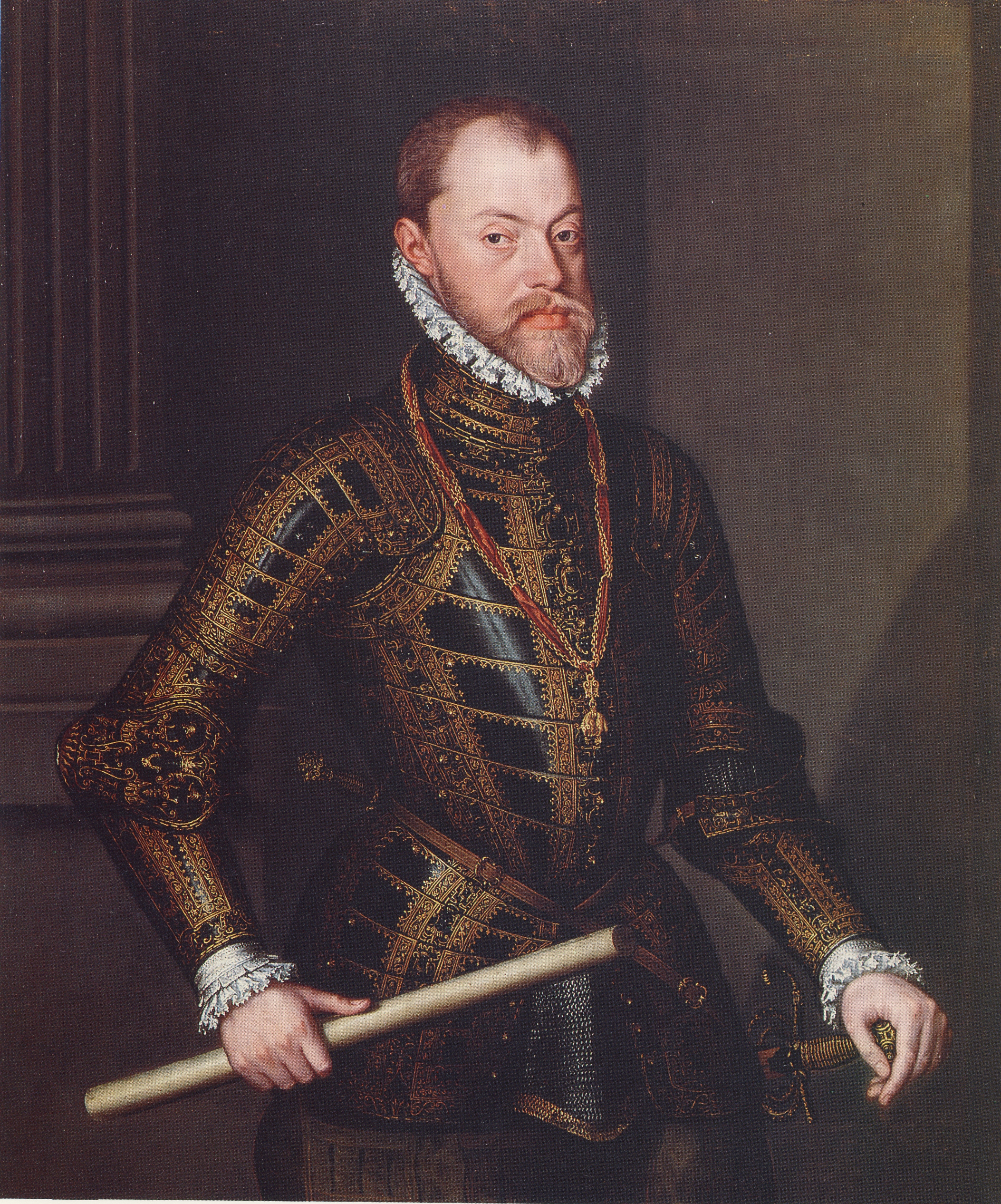
El rey Felipe II de España en armadura, retratado por Alonso Sánchez Coello (1570).

Por orden de Felipe II, el duque de Alba parte desde Milán hacia Flandes el 20 de junio de 1567, al mando de 10 000 hombres, para reducir la rebelión calvinista en los Países Bajos. Este fue el primer recorrido por el Camino Español, prodigio logístico. Completó los aproximadamente 1000 kilómetros en 56 días, llegando a Bruselas el 15 de agosto. Quedó así abierto el Camino Español, que se utilizaría entre 1567 y 1622 (o 1633, según la fuente). Tras la operación, los principales líderes rebeldes fueron ajusticiados, entre ellos el conde de Egmont. El Tribunal de los tumultos ejerció una severa represión que condenó a cerca de un millar de personas debido a la ola de violencia e iconoclasia que desencadenaron los calvinistas contra la población católica. La revuelta no pudo darse por terminada, pues Guillermo de Orange se puso al frente de la rebelión y, dos años después, entró en los Países Bajos con un ejército de mercenarios alemanes.
Las regiones del sur no secundaron esa nueva rebelión y siguieron leales al Duque de Alba, pero en las provincias del norte la insurrección alcanzó grandes proporciones. El Duque de Alba acabó siendo destituido, ocupando su lugar en 1574 Luis de Requesens, partidario de una menor represión. Sin embargo, Guillermo de Orange había conseguido poder sobre Holanda y Zelanda. En 1576 Juan de Austria fue nombrado gobernador. Aceptó las reclamaciones de los calvinistas en el Edicto perpetuo y comenzó a replegar su ejército. Pero con aquel gesto no cesó la oposición, y al año siguiente llegó un ejército mandado por Alejandro Farnesio, que derrotó a los rebeldes. Nombrado gobernador Farnesio tras la repentina muerte de Juan de Austria, la división entre el norte y el sur se acentuó. Las provincias calvinistas del norte (Holanda, Frisia, Zelanda, Utrecht, Güeldres, Groninga y Overijssel) se asociaron en la Unión de Utrecht (1579), declarándose independientes y opuestas a la soberanía de Felipe II.

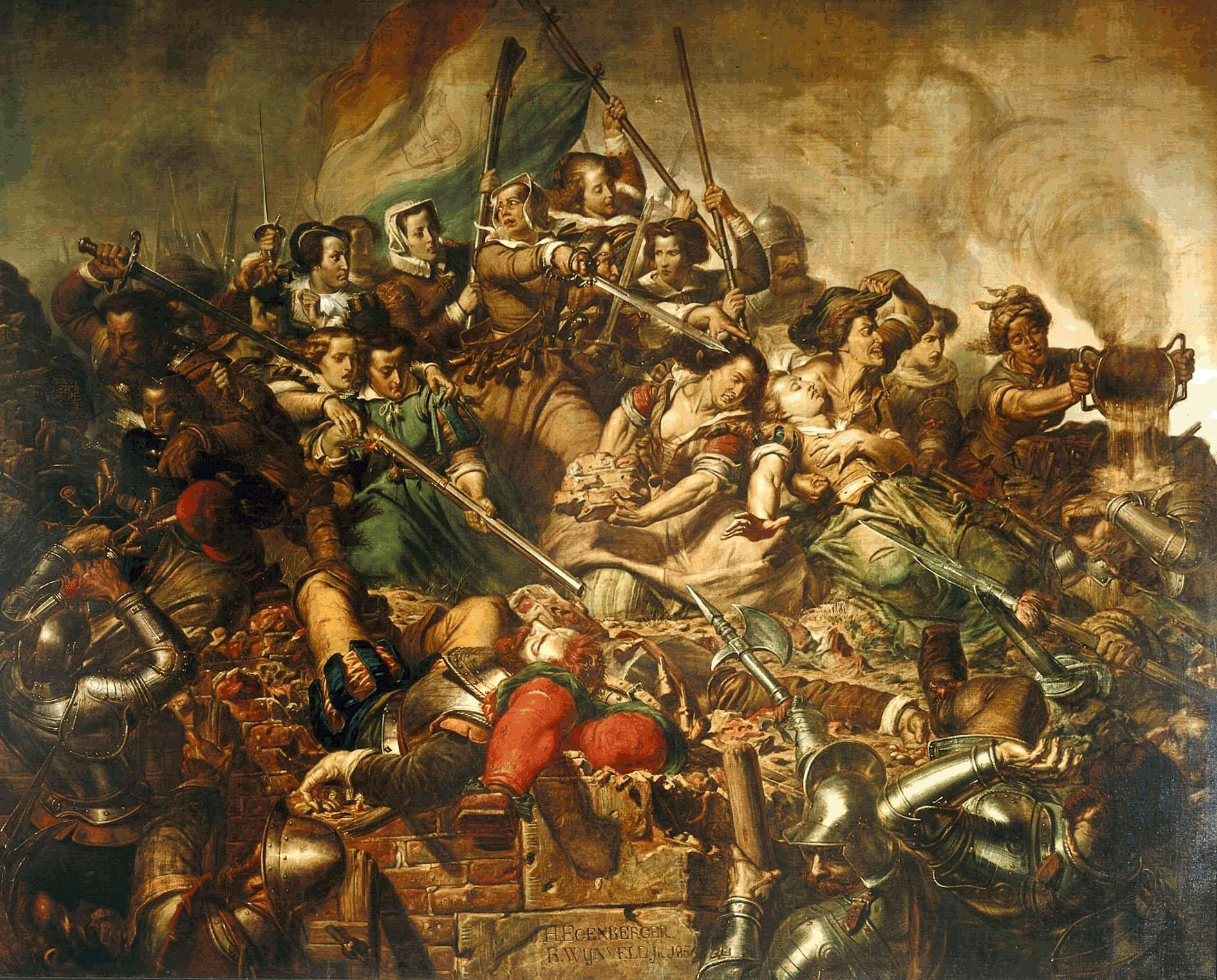
Combates durante el Asedio de Haarlem (1572–1573) entre el Ejército de Flandes y los milicianos rebeldes. Aunque muchos de estos asedios eran exitosos, causaban un número elevado de bajas, por lo que se requería un aporte continuo de tropas.

En un principio, las tropas para sofocar la insurrección se reclutaban en la parte leal a la corona, la zona de Bélgica, pero pronto hicieron falta muchos más soldados debido al desgaste de los asedios. Se formaron levas en otros territorios de la monarquía de los Habsburgo para enviarlos a Flandes. Sin embargo, la situación geográfica de la región hacía difícil el traslado.

## Viaje por mar o por tierra
El transporte de tropas podía realizarse de dos modos:
- Por mar: desde los puertos del norte de España hasta puertos flamencos del sur. Esta ruta era más peligrosa porque suponía atravesar el canal de la Mancha, donde las naves podían ser atacadas por ingleses o franceses. Además, los piratas hugonotes de la Rochela, aliados con los rebeldes flamencos por religión, también podían atacar la armada, habiendo realizado de hecho incursiones en el golfo de Vizcaya con flotas de hasta 70 barcos.[4] Esta ruta se mostró ineficaz, y los españoles fueron derrotados cuando trataron de usarla (véase la batalla de las Dunas).

- Por tierra: un camino más lento aunque mucho más eficaz, ya que permitió enviar tropas y dinero a Flandes durante casi un siglo, lo que supuso que Flandes siguiera leal a la Corona española a pesar de la lejanía geográfica.

Los soldados podían cubrir a pie los 1000 km de Milán a Flandes con una media de 23 km al día. Aunque el transporte marítimo era mucho más rápido, capaz de cubrir unos 200 kilómetros al día (si el viento era propicio), la ruta por tierra era más segura y más corta, tanto si se salía de Barcelona (3950 km) como de Nápoles, dado que por mar había que dar toda la vuelta a la península ibérica y la prominencia de Brest en Francia, es decir, ambas se encontraban a unos 20 días (3950/200) de navegación de Flandes. La Corona española envió de esta manera más de 123 000 hombres entre 1567 y 1620, en comparación con solo 17.600 por vía marítima.
La toma de Alsacia por las tropas de Francia comandadas por Bernardo de Sajonia-Weimar y Enrique de la Tour d'Auvergne-Bouillon, tras la batalla de Breisach entre el 18 de agosto y el 17 de diciembre de 1638, donde derrotan a los ejércitos imperiales y bávaros, cortó definitivamente el camino.